# UNMAP
UNMAP ist eine Berliner Band der irischen Performancekünstlerin Mariechen Danz.
Zunächst arbeiteten Danz und Alex Stolze, der auch Mitglied bei Bodi Bill und Dictaphone ist, zusammen an Soundtracks für die irische Künstlerin. Hieraus entwickelte sich die Band UNMAP. Das Projekt verbindet
Popmusik, Elektro-Soul, R&B, Hip-Hop, Electronica und Noise Typisch für die Band sind ihre Liveshows, bei der die elektronische Musik ohne Backingtracks vollständig live präsentiert wird.
Das Debütalbum Pressures erschien am 29. November 2013 beim Berliner Label Sinnbus.

## Diskografie
- 2013: Pressures (Album, Sinnbus)